# Залезът на кумирите
„Залезът на кумирите“ е кратък авторски сборник с текстове, публикуван в оригинал през 1889 г. от немския философ Фридрих Ницше. В България излиза през 1992 г. и под името „Залезът на боговете (Или как се философства с чук в ръка)“, в превод на Георги Кайтазов.
Книгата на Ницще, издание с обем под 100 стандартни страници, съдържа единадесет кратки дяла. Встъпителният се състои от афоризми, по-нататък следват няколко кратки текста, но повечето от дяловете обединяват номерирани параграфи по теми с приблизително общо звучене.
Ницще написва книгата бързо в есента на 1888 г. и прави няколко малки добавки в коректурите, а на своите приятели съобщава, че е изготвил едно 'перфектно' и 'задълбочено' 'въведение към цялата своя философия'. Това се оказва последното негово съчинение и то излиза от печат след окончателния му психически срив в януари 1889 г.
В краткия предговор Ницше енигматично и многозначително сам е предcтавил своята книга. „Кумирите“ или „идолите“ от заглавието вероятно препращат не толкова към идолопоклонничеството, колкото към предразсъдъците и убежденията, които Франсис Бейкън вече е предcтавил като своеобразни идоли. „Чукът“ е не само е символ на разграждането, но се използва и при гравирането на надписи, а както става ясно от предговора, има и медицинскo чукчe, за което Ницше определено загатва. Последният дял, озаглавен „Чукът говори“, е повторение на една страница от Тъй рече Заратустра.
В книгата Ницще обръща внимание на настъпилото обезличаване на индивида под влияние на християнския морал в съвременното общество, което представлява един упадък на човешкото, започнал още със Сократ и Платон в Академията. На този упадък на човека Ницше противопоставя един нов култ на нетеизма към силната волева личност, която може свободно и независимо да се самоопределя въпреки и дори противно на установеното в морала, науката и изкуството на своето време, като с това извършва „преоценка на всички ценности“. Само този „свръхчовек“ с безкрайната си "воля за мощ" е способен да устои пред идеята за „вечното възвръщане“ на всичко съществуващо в ограниченото пространство и безграничното време на света. Философията в/на съчинението може да се приеме и като антиутопия и ирония на автора към историята и философията.